# Chvetsov M-62
Le Chvetsov ASh-62 (également désigné M-62 avant 1941) est un moteur d'avion à neuf pistons en étoile refroidi par air produit par l'Union soviétique. Une version de ce moteur fut produite en République populaire de Chine : le HS-5.

## Conception et développement
Le Ash-62 était une évolution du Wright R-1820 Cyclone qui avait été construit en Russie sous licence sous le nom Chvetsov M-25 (en), les principales améliorations sont une suralimentation à deux vitesses et un système d'injection plus performant. La puissance a été portée des 775 ch (578 kW) du Cyclone à 1 000 ch (746 kW). Le premier vol remonte à 1937, des versions sous licence comme l'ASZ-62 sont toujours en production par WSK "PZL-Kalisz" en Pologne (en 2007). Le Ash-62 a également été produit en Chine. On estime la production en URSS à 40 361 exemplaires[réf. nécessaire].
Les moteurs ASz-62IR de fabrication polonaise répondent aux exigences FAR-33. D'autres évolutions en Pologne sont les moteurs K9-AA, K9-BA and K9-BB de 698 kW offrant une puissance de décollage de 1 178 ch (soit 860 kW).

## Chvetsov M-63

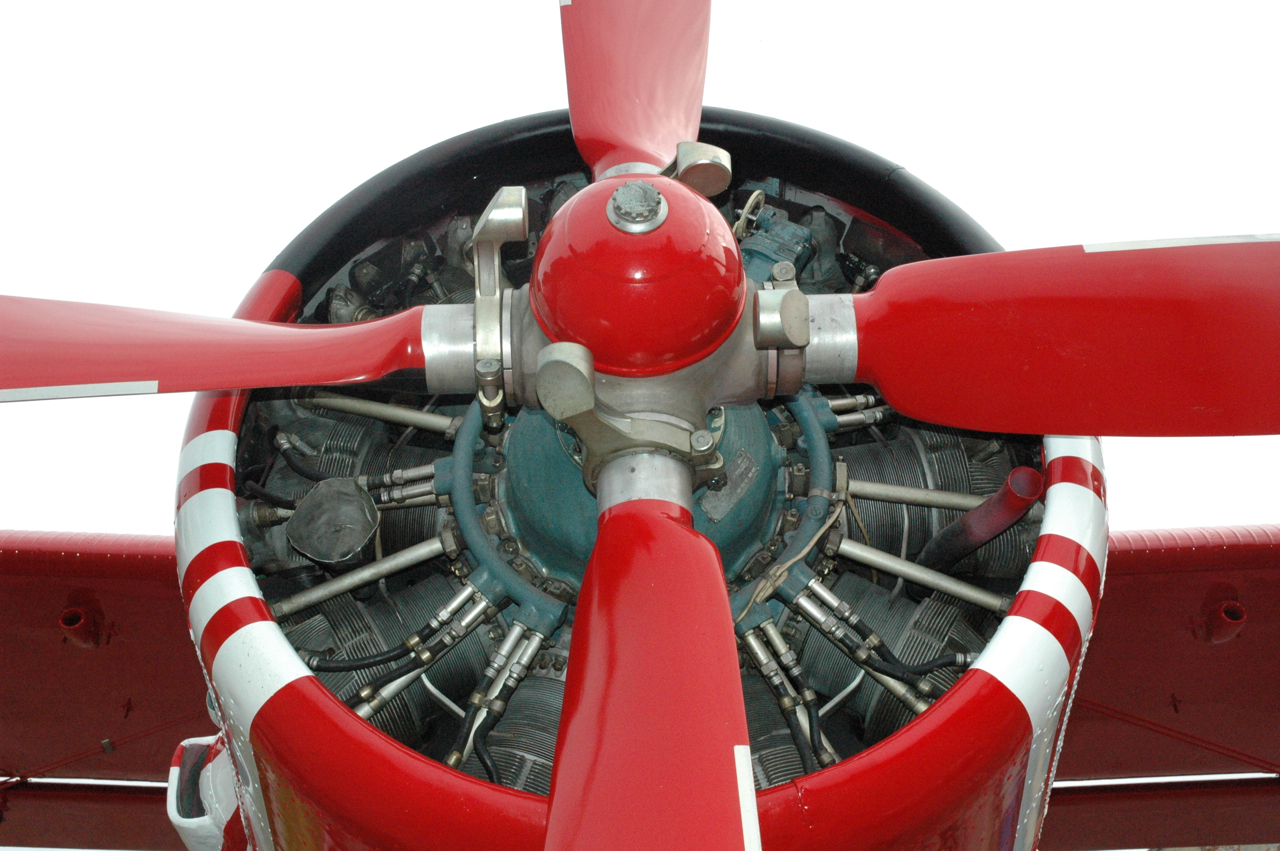
Shvetsov ASh-62 sur un An-2.

Le M-63 était une version améliorée du M-62 avec une puissance accrue de 821 kW (1 100 ch) à 2 300 tr/min au décollage et 671 kW (900 ch) à 2 200 r/min à 4 500 m (14 764 pieds) en raison d'un plus grand taux de compression de 7,2:1 et d'une vitesse de rotation maximale élevée.

## Utilisations
- Antonov An-2 et An-6
- Lissounov Li-2
- De Havilland Canada DHC-3 Otter
- Neman R-10
- Polikarpov I-153
- Polikarpov I-16 Ishak
- PZL-106 Kruk (en) (certaines variantes)
- PZL-Mielec M-18 Dromader
- PZL M-24 Dromader Super (en) (K-9AA)
- Soukhoï Su-2
- Soukhoï Su-12